# レイ・ゲンジ
レイ・ゲンジ（Ray Gange、1957年/1958年 - ）は、イングランド、ロンドン出身の元俳優で、映画『ルード・ボーイ (Rude Boy)』で主役のローディー役を演じたことで最もよく知られている。この映画は、様々な賞を受賞したが、ゲンジは映画俳優としての活動は続けなかった。
日本語では、「レイ・ゲンジ」とも「レイ・ギャング」とも表記される。

## ルード・ボーイ
『ルード・ボーイ』に出演する前、レイ・ゲンジは、ロンドン、ソーホーのレコード店で働いていた。ゲンジはザ・クラッシュと知り合いで、ジョー・ストラマーの友人であった。ふたりは、ストラマーがリージェンツ・パークに住んでいた時に、パットニのパブで知り合った。
レコード店で働いていた時、ゲンジはデヴィッド・ミンゲイ (David Mingay) と出会い、彼がザ・クラッシュの映画を製作しようと計画していることを知った。ミンゲイは、ゲンジを映画に誘ったが、ゲンジは当初その話に乗るのを躊躇した。ゲンジはストラマーの元へゆき、映画について尋ね、撮影が実際に始まろうとしていることを知った。計画の内容を確認し、ストラマーからも改めて誘われたゲンジは、最終的に映画への出演に同意した。
ゲンジは、ローディー役を演じる契約を結んだ。しかし、ゲンジにはローディーの経験がなかったので、バーニー・ローズが仕事を用意し、ゲンジはサブウェイ・セクトのローディーとして2週間働いた。

## その他の経歴
1980年代はじめ、ゲンジは、彼が当時マネジメントにあたっていたパンク＝ブルース・バンド、ザ・フォーク・デヴィルズのレコードをリリースするため、短命に終わったレコードレーベル「ゲンジズ・レコード (Gange's Records)」を設立した。このレーベルは、シングルを2枚だけリリースした。
1997年、ゲンジはチェルシー美術学校から、芸術学の学位を得て、以降は彫刻や絵画の分野で数多くの作品を制作し、その多くが個人蔵となっている。
2009年には、DJとして、アラーム、ロス・モンド・ボンゴ (Los Mondo Bongo)、ザ・マホーンズと一緒のツアーに同行した。
2010年には、DJとして、ドロップキック・マーフィーズ、シック・オブ・イット・オール、ザ・マホーンズと一緒のツアーに同行した。

## 私生活
ゲンジは、後に『ウェインズ・ワールド』の監督として知られるようになった映画監督ペネロープ・スフィーリスと恋愛関係にあった。
ゲンジには息子がひとりいる。